# Младен III Шубић
Младен III Шубић (око 1315 — Трогир, 1. мај 1348) је био кнез Клиса, Скрадина и Омиша из династије Шубић.

## Биографија
Младен је био најстарији син кнеза Јурја II Шубића и кнегиње Ленке. Деда му је био кнез Павле I Шубић хрватски бан и "господар Босне", а баба кнегиња Урса / Урсула Немањић, ћерка краља Стефана Драгутина Немањића. Након очеве смрти, Младен је овладао Клисом, Скрадином и Омишем. Владао је у периоду од 1328. до 1348. године. Пошто је 1328. године, био малолетан, управљање над градовима преузела је његова мајка кнегиња Ленка која се током своје владавине (до 1337) успешно борила са Млечанима који су претендовали на територије Брибираца. Кнез Младен III је 1335. године, покренуо рат против бана Нелипца II. Постао је глава породице Шубић, а своју власт наметнуо је и Нелипчићима. Године 1338. склопио је савез са босанским баном Стефаном II Котроманићем. Споразум је утврђен династичким браком између Младенове сестре и Владислава, Стефановог сина и оца будућег босанског краља, Твртка I Котроманића (1353-1391). Кнез Младен III се 1347. године оженио принцезом Јеленом Немањић. Јелена је била ћерка српског краља Стефана Уроша III Дечанског (1321-1331) и краљице Марије Палеолог. Брат јој је био српски цар Стефан Душан (1331-1355), најмоћнији балкански владар свога времена. Женидбом са Јеленом Немањић, кнез Младен III је учврстио свој положај. Ступио је 1348. године, у преговоре са Млетачком републиком против угарског краља Лајоша I Анжујског (1342-1382). Млечани су му понудили титулу маркиза Хрватске. Приликом припрема за рат са Угарима, кнез Младен III се разболео од куге. Умро је у Трогиру 1. маја 1348. године. Сахрањен је у катедрали Свете Ловре. Наследио га је син кнез Младен IV који се родио након очеве смрти. Управу над земљом преузео је Младенов брат кнез Павле III и удовица кнегиња Јелена Немањић.

## Породица
Младен је био ожењен Јеленом Немањић, српском принцезом. Она му је родила двоје деце:
- Младен IV Шубић, који је оца наследио на челу Омиша, Клиса и Скрадина.
- Катарина Шубић (умрла 1358), удата за Болеслава III Великодушног, војводу Легњице.